# Vitta
Vitta is een geslacht van weekdieren uit de klasse van de Gastropoda (slakken).

## Soorten
- Vitta picta (Férussac, 1823) †
- Vitta rumeliana Harzhauser, Mandic, Büyükmeriç, Neubauer, Kadolsky & Landau, 2016 †